# 狭叶带唇兰
狭叶带唇兰（学名：Tainia angustifolia）为兰科带唇兰属下的一个种。

## 扩展阅读
- 維基物種上的相關：狭叶带唇兰